# 와이티캐피탈대부
메이슨씨앤아이대부 (Mason C&I Corp.)는 대한민국의 금융기업으로, 직장인대출, 전문직대출, 건설기계 및 승용차 할부업 등의 상품을 취급하는 메이슨캐피탈의 자회사이다. 본사는 서울특별시 강남구 역삼동에 위치하고 있으며 총 8개 지점을 보유하고 있다.

## 주요사업 및 취급상품
- 소비자금융업: 직장인/사업자 신용대출, 기타 담보대출 등 취급
- 금융서비스업: 대출모집 및 금융사무위탁서비스

## 연혁
- 2017 메이슨씨앤아이대부㈜ 상호변경
- 2015 와이티캐피탈대부㈜ 상호변경
- 2011 동양캐피탈대부㈜ 금융영업부문 인수
- 2010 동양파이낸셜대부㈜ 상호변경, NPL사업부문 매각
- 2007 동양파이낸셜㈜/동양캐피탈㈜ 지원부문업무 통합
- 2006 과학적인 경영혁신 tool인 6시그마 도입
- 2003 동양생명보험과의 영업제휴를 통해 다양한 금융상품 제공
- 2002 동양파이낸셜㈜ 설립